# دنی میگوئلز
دنی میگوئلز (انگلیسی: Dani Miguélez؛ زادهٔ ۲۳ آوریل ۱۹۸۵) بازیکن فوتبال اهل اسپانیا است.
از باشگاه‌هایی که در آن بازی کرده‌است می‌توان به باشگاه فوتبال کادیس، باشگاه فوتبال بالزان، و باشگاه فوتبال گرانادا اشاره کرد.